# Simeån
Simeån är ett vattendrag i mellersta Hälsingland som rinner upp i Simsjön, 260 m ö h, och mynnar i Ljusnan nära Simeå. Längd cirka 10 km, inklusive källflöden cirka 20 km. Största biflöde är Bergvallsån.